# Bienvenido Morros Mestres
Bienvenido Morros Mestres (Barcelona, 1961) es catedrático de Universidad e investigador español, experto en el Siglo de Oro.

## Biografía
Nacido en Barcelona en 1961, se licenció (1984) y doctoró en Filología Hispánica por la Universidad Autónoma de Barcelona. Su tesis doctoral, dirigida por Alberto Blecua, versó sobre Las polémicas literarias en torno a las “Anotaciones” de Fernando de Herrera. Vinculado a la Universidad Autónoma de Barcelona desde 1987, primero como profesor Ayudante, luego como Titular y por último como catedrático de Literatura Española en la UAB desde 2017.

## Trayectoria
Con decenas de artículos sobre el Renacimiento español y el Siglo de Oro, Morros Mestres ha hecho incursiones en la literatura española de los siglos XIX y XX, ya sea en autores como Zorrilla, Espronceda o García Márquez. Es además colaborador externo de Prolope, el grupo de investigación sobre Lope de Vega de la UAB. Es también miembro del grupo de investigación Pronapoli, en colaboración con la Universidad de Gerona.
Entre sus ediciones, destacan el Poema de Mio Cid (Planeta, 1985), El mejor alcalde, el rey (Clásicos Castellanos, 1987), el Lazarillo de Tormes (Vicens Vives, 1995), Garcilaso de la Vega (Crítica, 1995, 2001), Fuenteovejuna (Vicens Vives, 2004) y Jorge Manrique (Vicens Vives, 2006). Recientemente, ha editado las Poesías de José Zorrilla (Cátedra, 2017) y publicado algunos artículos sobre la generación del 27, en especial sobre Luis Cernuda y su relación con la tradición clásica.